# Mark Schultz
Mark Schultz, född den 26 oktober 1960 i Palo Alto, Kalifornien, är en amerikansk brottare som tog OS-guld i mellanviktsbrottning i fristilsklassen 1984 i Los Angeles. Han är bror till David Schultz som tog OS-guld i welterviktsbrottning i fristilsklassen samma år. 